# Roogalator
Roogalator est un groupe britannique de pub rock, originaire de Londres, en Angleterre.

## Histoire
Le groupe enregistre une  démo qui aboutit à un contrat avec une agence de booking. Ni Beresford ni Irwin ne souhaitent poursuivre. Avec leurs premiers concerts à venir, Adler et Plytas ont reconstruit le line-up. Le batteur Dave Solomon, un camarade de Plytas et de Beresford dans un groupe de reprises de la Motown, remplaça Irwin. Irwin, constatant que le groupe n'avait toujours pas de bassiste, donne une copie de la démo à Paul Riley, un membre du groupe à succès de la scène publique Chilli Willi and the Red Hot Peppers. Riley rejoint Roogalator juste avant leurs débuts en septembre 1975 et pendant un temps, c'est sa célébrité qui attire les premiers avis de la presse sur le groupe.
En novembre 1975, le groupe enregistre des démos pour United Artists Records et rencontre Robin Scott, qui deviendra leur manager, producteur et directeur de label. En janvier 1976, ils font la première partie de Dr. Feelgood à l'Hammersmith Odeon à Londres. Le spectacle fut, de leur propre aveu, un désastre et marqua la fin de la formation classique. En l'espace de quelques semaines, Solomon démissionne et est remplacé par Bobby Irwin, qui revient sur le devant de la scène. Riley s'en va également. Avec le bassiste Jeff Watts, Roogalator enregistre une session avec John Peel le 13 mai 1976 et entame une tournée européenne. La tournée est gâchée par le vol de toutes leurs possessions dans leur camionnette. Watts et Irwin quittent le groupe pour retrouver Riley dans The Sinceros, qu'il dirige désormais.
Encouragé par Scott, Adler recrute une nouvelle section rythmique : le bassiste Julian Scott (frère de Robin) et le batteur Justin Hildreth. Au début de l'été 1976, Roogalator signe un contrat unique avec Stiff Records et sort All Aboard/Cincinnati Fatback. Le groupe continue à donner des concerts et retourne à la BBC pour une seconde Peel Session le 28 octobre 1976. Le groupe sort son premier album, Play It by Ear, en 1977 sur le label Do It Records du manager Scott, essentiellement une opportunité de préserver le répertoire du groupe sur vinyle.
Le groupe joue au Front Row Festival, un événement de trois semaines au Hope and Anchor, Islington, à la fin du mois de novembre et au début du mois de décembre 1977. Le groupe est alors inclus, aux côtés de Wilko Johnson, The Only Ones, The Saints, The Stranglers, X-Ray Spex, et XTC, sur un double album à succès d'enregistrements du festival. La compilation Hope and Anchor Front Row Festival (mars 1978) atteint la 28e place du UK Albums Chart

## Discographie

### Albums studio
- 1977 : Play It by Ear (Do It Records)[4]
- 1999 : Cincinnati Fatback (compilation) (Proper Records)[5]

### Singles
- 1976 : All Aboard b/w Cincinnati Fatback (Stiff Records)
- 1977 : Love and the Single Girl b/w I Feel Good (I Got You) (Virgin Records)
- 1978 : Zero Hero b/w Sweet Mama Kundalini (Do It Records[6])